# Netopýrek thajský
Netopýrek thajský (Craseonycteris thonglongyai) je netopýr z čeledi netopýrkovitých. Jedná se o nejlehčího netopýra a jednoho z nejmenších savců, co do velikosti vůbec.

## Popis
Tento netopýr je dlouhý asi tři centimetry a rozpětí křídel má přibližně 13 centimetrů. Je to nejmenší známý netopýr a současně jeden z nejmenších savců. Je tak malý, že se mu někdy říká čmeláčí netopýr. Dalším jeho význačným znakem je nos, který se podobá prasečímu rypáku. Kromě toho nemá ocásek a má velké uši s nápadnými záklopkami zvukovodu.

## Rozšíření
Netopýrek thajský žije pouze v thajském Národním parku Sai Yok a v jeho blízkosti na území sousední Barmy. Podobně jako mnohé jiné druhy netopýrů používá při lovu hmyzu echolokátor. V poměru ke své velikosti má dlouhá křídla a díky tomu se dokáže vznášet na místě a lovit kořist na listech stromů. Netopýrci odpočívají v teplých horních částech vápencových jeskyní, které mají vysoký strop. Taková místa jim poskytují dobrou ochranu a netopýrci neztrácejí tělesné teplo, což je pro tak drobná teplokrevná zvířata velmi důležité.  
Thajský biolog Kitti Thonglongya se svými spolupracovníky chytil na začátku 70. let 20. století v jeskyních poblíž vodopádu Sai Yok v Thajsku asi 50 netopýrů neznámého druhu. Několik exemplářů poslal doktoru J. E. Hillovi z Britského přírodovědného muzea v Londýně. Kitti Thonglongya zemřel dříve, než se dozvěděl, že vlastně objevil nový druh netopýra. Z úcty k němu doktor Hill netopýra pojmenoval Craseonycteris thonglongyai, česky netopýrek thajský.